# James P. Hagerstrom
James Philo Hagerstrom, né le 14 janvier 1921 à Cedar Falls et mort le 25 juin 1994 à Shreveport, est un aviateur militaire américain.
Il a la particularité d'avoir été un as (plus de 5 victoires) lors de la Seconde Guerre mondiale et de la guerre de Corée, soit pendant deux guerres différentes.